# Обертання Землі

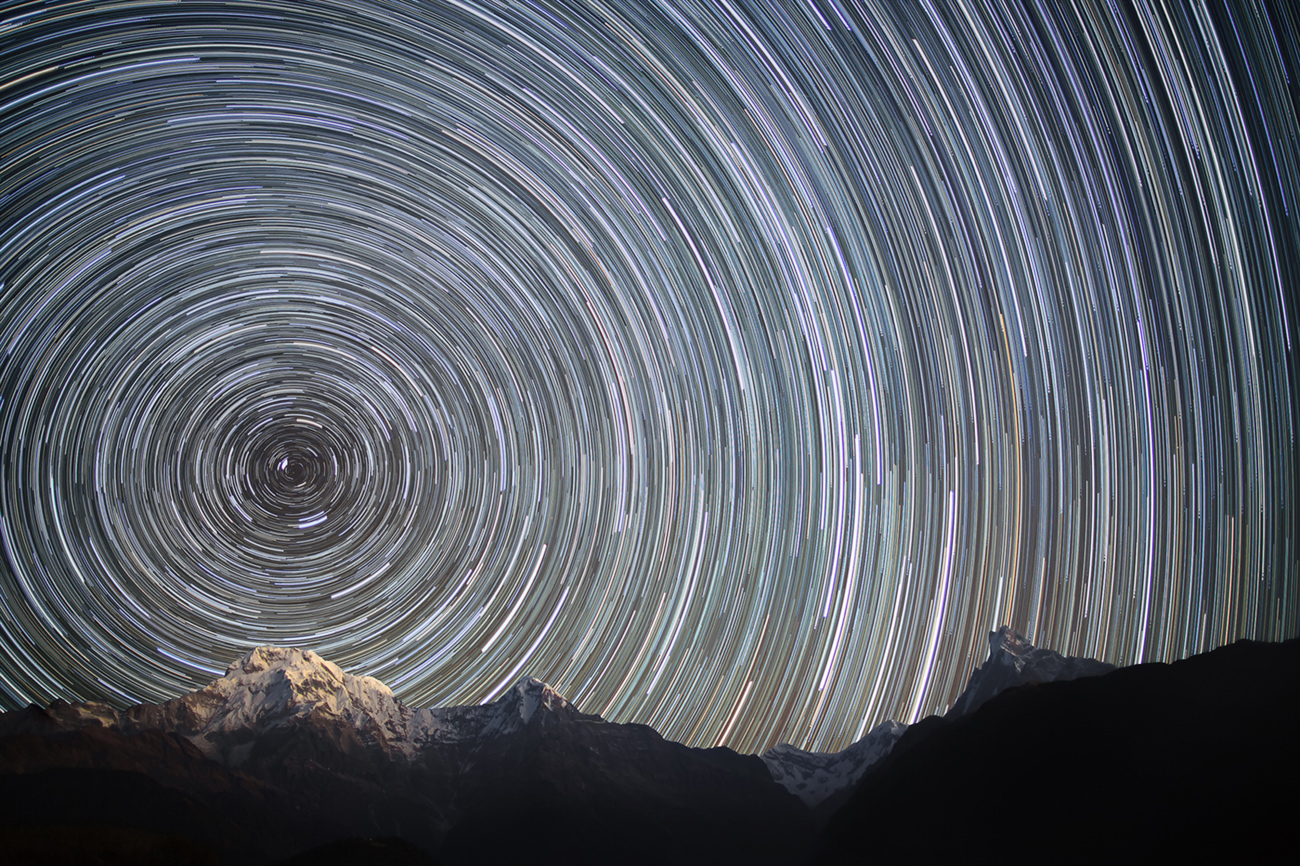
Наочна фотоілюстрація процесу обертання Землі навколо своєї осі.

Обертання Землі навколо своєї осі

Оберта́ння Землі́ — це обертання планети Земля навколо власної осі. Земля обертається із заходу на схід. Якщо дивитися з північного полюса, Земля обертається проти годинникової стрілки. Північний полюс і південний полюс — це дві точки, в яких вісь обертання Землі перетинається з її поверхнею.
Період обертання Землі відносно Сонця становить 24 години, а відносно далеких зір — 23 години 56 хвилин і 4 секунди. Обертання Землі з часом трохи сповільнюється, і довжина дня збільшується. Це пов'язано з приливним впливом Місяця на обертання Землі. Атомні годинники показують, що сучасний день приблизно на 1,7 мілісекунди довший, ніж століття тому. Через це Всесвітній координований час доводиться все частіше коригувати шляхом додавання високосних секунд. Аналіз історичних астрономічних записів теж підтверджує уповільнення обертання Землі: з VIII століття до нашої ери тривалість дня збільшувалася в середньому на 2,3 мілісекунди на століття.
Обертання Землі навколо осі зумовлює зміну дня та ночі, а відповідно — і кількості сонячної енергії, яка потрапляє на поверхню Землі протягом доби, що спричиняє добові зміни температури. Зміна надходження сонячного світла є також одним з основних чинників формування біоритмів живих істот.

## Історія
Серед давніх греків кілька представників піфагорійської школи вірили в обертання Землі, а не в видиме добове обертання небес. Можливо, першим був Філолай (470—385 рр. до н. е.), хоча його система й була складною, включаючи антиземлю, яка щодня оберталася навколо центрального вогню.
Сучаснішу модель обертання Землі описували Гікет, Гераклід і Екфант у IV ст. до н. е. Вони визнавали обертання Землі навколо своєї осі, але не рух Землі навколо Сонця. У III ст. до н. е. Аристарх Самоський висунув ідею геліоцентризму.
Однак Аристотель у IV ст. до н. е. критикував ідеї Філолая як такі, що базуються на теорії, а не на спостереженнях. Він висунув ідею сфери нерухомих зір, яка обертається навколо Землі. Ця ідея була прийнята більшістю пізніших античних науковців, зокрема Клавдієм Птолемеєм (II ст. н. е.), який вважав, що Земля буде спустошена штормами, якщо вона обертатиметься.
Обертання Землі визнавали індійський астроном Аріабхата (499 рік н. е.) та деякі ісламські астрономи X—XV cтоліть. Їхні аргументи та нагадуваи ті, які пізніше використовував Коперник.
Найвпливовіший філософ середньовічної Європи Фома Аквінський прийняв ідею Аристотеля про нерухомість Землі. Ту ж точку зору прийняли Жан Бурідан і Ніколя Орезм у XIV ст. Лише коли Миколай Коперник у 1543 році опублікував свою геліоцентричну модель, в Європі почало формуватися сучасне розуміння обертання Землі. Коперник визнавав внесок піфагорійців і вказував на відносність руху. Для Коперника обертання Землі було першим кроком у встановленні простішої моделі Сонячної системи, в якій планети обертаються навколо центрального Сонця.
У 1600 році Вільям Гілберт рішуче підтримав обертання Землі у своєму трактаті про земний магнетизм і тим вплинув на багатьох своїх сучасників:208. Через століття після Коперника Річчолі заперечував обертання Землі через відсутність спостережуваних відхилень падаючих тіл на схід, — такі відхилення пізніше були названі ефектом Коріоліса. Проте роботи Кеплера, Галілея та Ньютона остаточно підтвердили обертання Землі.

### Експериментальні доведення

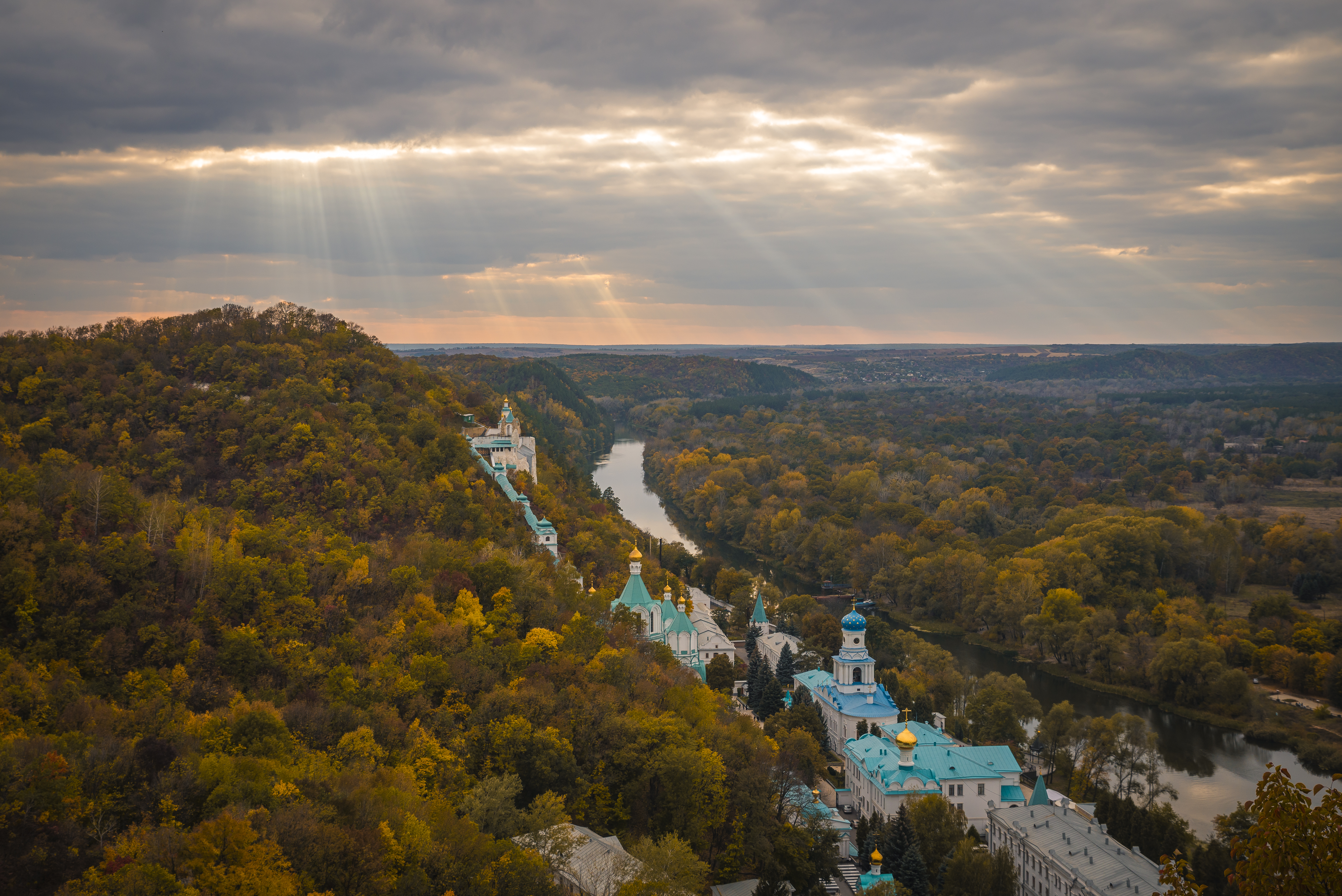
Крутий правий і похилий лівий береги Сіверського Донця в районі Святогірської лаври ілюструють закон Бера

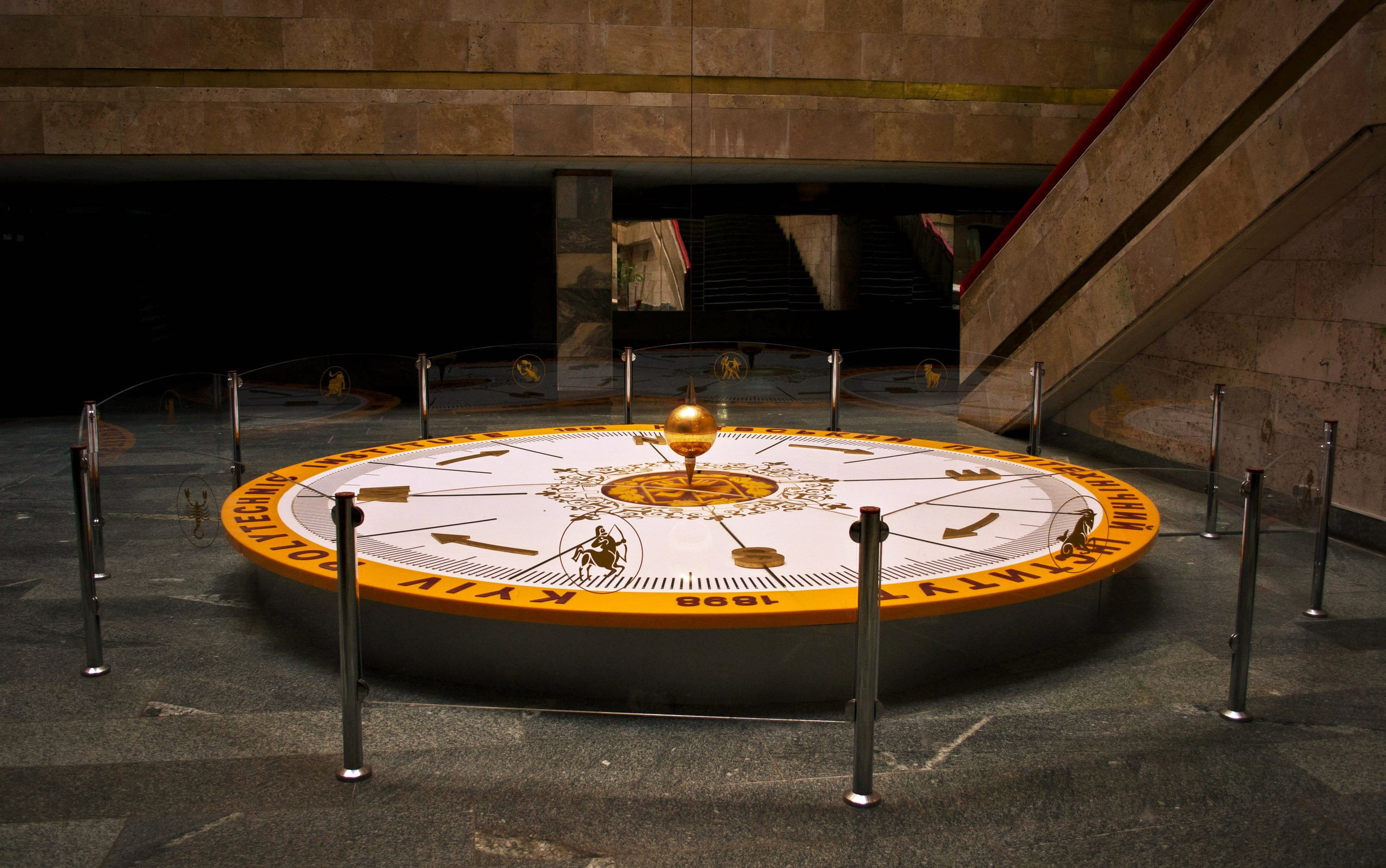
Маятник Фуко в НТУУ «КПІ ім. Ігоря Сікорського»

Обертання Землі означає, що Земля сплюснута під дією відцентрової сили. У своїх «Математичних началах натуральної філософії» Ньютон передбачив, що це сплощення має становити 1/230, і вказав на вимірювання коливань маятника, зроблені Жаном Ріше у 1673 році як на підтвердження зміни сили тяжіння, але ранні вимірювання довжин меридіанів Пікаром і Кассіні в кінці XVII століття вказували на витягнутість Землі до полюсів замість очікуваної сплюснутості. Проте вимірювання Мопертюї та Французької геодезичної місії в 1730-х роках встановили сплюснутість Землі, таким чином підтвердивши теорію Ньютона.
Через силу Коріоліса тіла, що падають, трохи відхиляються на схід від вертикальної прямовисної лінії, а снаряди відхиляються праворуч у Північній півкулі (і ліворуч у Південній) від напрямку вистрілу. Гук, дотримуючись пропозиції Ньютона 1679 року, безуспішно намагався перевірити передбачуване відхилення на схід тіла, що падало з висоти 8,2 метри. Надійні результати були отримані пізніше, наприкінці XVII та на початку XIX століть, Джованні Гульєльміні в Болоньї, Йоганном Бененбергом у Гамбурзі та Фердинандом Райхом у Фрайберзі, які використовували вищі вежі та дуже обережно відпускали тіла. Наприклад, куля, відпущена Райхом з висоти 158,5 м, відхилилась на 27,4 мм від вертикалі, що в межах похибок узгоджувалось з теоретичним передбаченням 28,1 мм.
Сила Коріоліса також проявляється на метеорологічних масштабах, де вона відповідає за протилежні напрямки обертання циклонів в Північній півкулі проти годинникової стрілки, а антициклонів — за годинниковою стрілкою відповідно (у південній півкуля — навпаки).
У північній півкулі сила Коріоліса спрямована праворуч від напрямку руху, тому вона змушує річки підмивати праві береги сильніше, ніж ліві, і з часом вони стають крутішими. У південній півкулі все відбувається навпаки. Це явище носить назву закона Бера.
Найвідомішим доведенням обертання Землі став маятник Фуко, вперше створений фізиком Леоном Фуко в 1851 році, який складався з наповненої свинцем латунної сфери, підвішеної на висоті 67 м від вершини Пантеону в Парижі. Через обертання Землі площина коливань маятника обертається зі швидкістю, яка залежить від широти. Зараз маятники Фуко встановлені в багатьох наукових музеях по всьому світу.

## Період обертання

### Середня сонячна доба

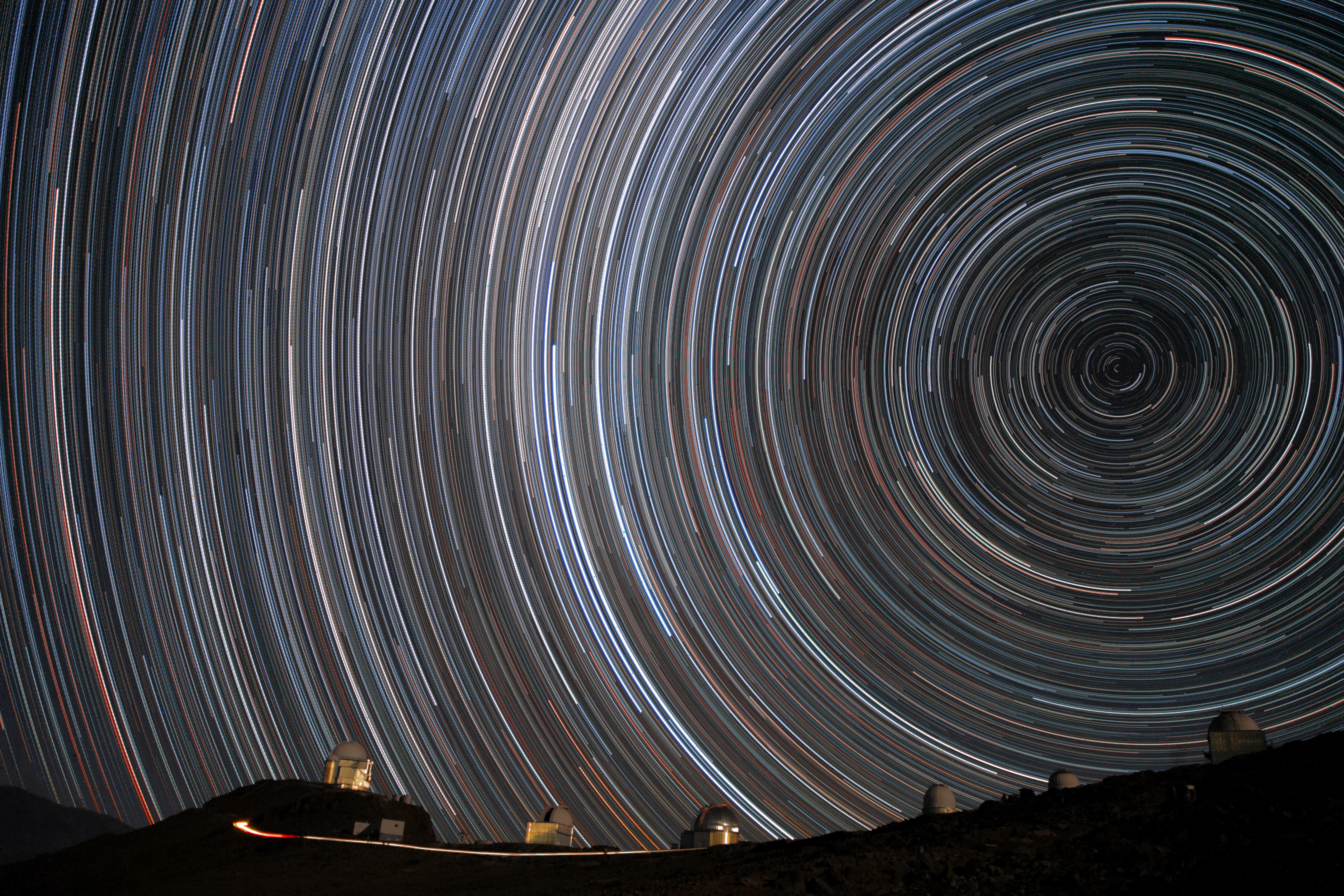
Зорі обертаються по колах навколо південного небесного полюса. Фотографія з Європейської південної обсерваторії в Ла-Сілья.

Середній період обертання Землі відносно Сонця протягом року — це середня сонячна доба, яка містить 86 400 середніх сонячних секунд. Наразі кожна з цих секунд трохи довша за секунду системи SI, тому що середня сонячна доба на Землі зараз трохи довша, ніж у XIX столітті через припливне гальмування обертання Землі. Середня тривалість середньої сонячної доби з моменту введення високосних секунд в 1972 році була приблизно на 0-2 мс більшою, ніж 86 400 секунд SI. Випадкові флуктуації внаслідок взаємодії між ядром і мантією мають амплітуду близько 5 мс. Середня сонячна секунда між 1750 і 1892 роками була обрана в 1895 році Саймоном Ньюкомом як незалежна одиниця часу в його Таблицях Сонця. Ці таблиці використовувалися для обчислення світових ефемерид між 1900 і 1983 роками, тому ця секунда стала відомою як ефемеридна секунда. У 1967 році секунду SI прирівняли до ефемеридної секунди.

### Справжня сонячна доба

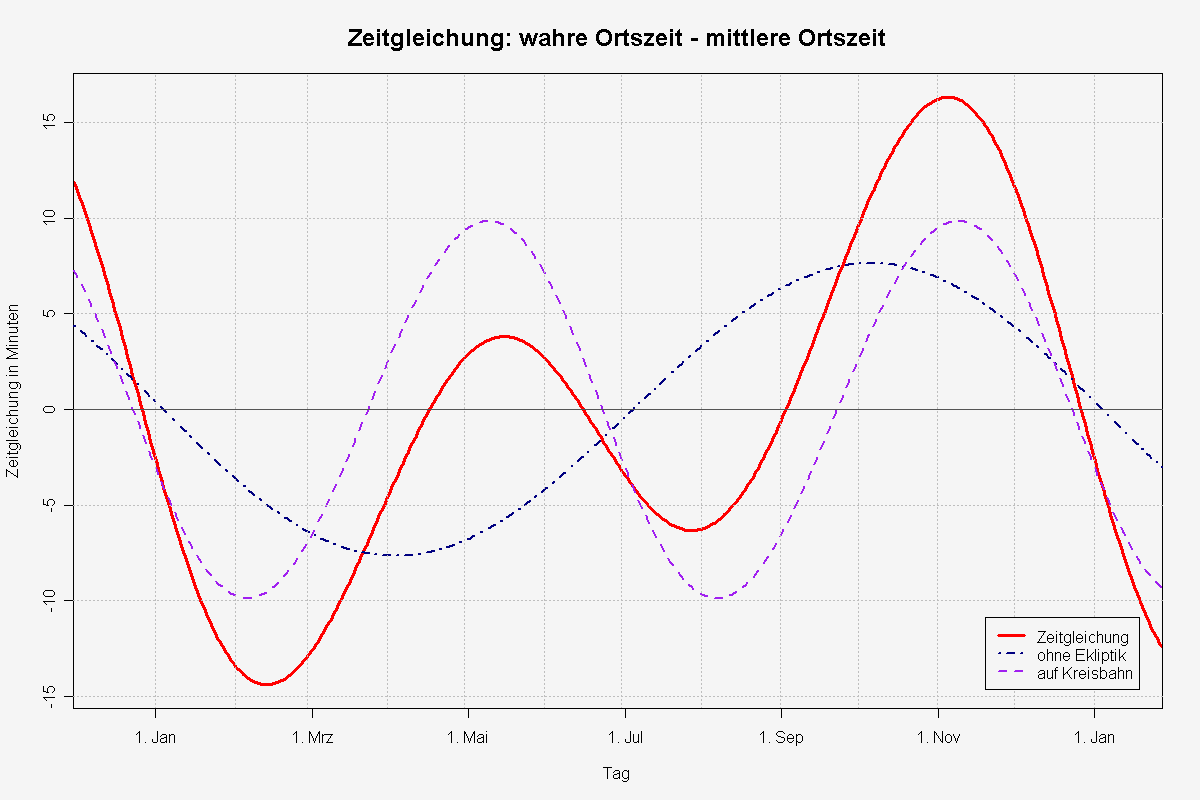
Рівняння часу (червона лінія) і дві його основні складові: вплив нахилу екліптики (фіолетова), і вплив ексцентриситету орбіти Землі (темно-синя)

Тривалість обертання Землі відносно Сонця від сонячного полудня до наступного сонячного полудня — це справжня або видима сонячна доба. Вона залежить не тільки від обертання Землі, а ще й від руху Сонця небом. Через ексцентриситет земної орбіти та нахил земної осі рух Сонця небом нерівномірний — приблизно пів року він довший за середню сонячну добу, а пів року коротший. Справжній сонячний день приблизно на 10 секунд довший поблизу перигелію, коли Сонце швидше рухається вздовж екліптики, і приблизно на 10 секунд коротший поблизу афелію. Також він приблизно на 20 секунд довший біля сонцестояння, де екліптика паралельна небесному екватору, і проєкція видимого руху Сонця на небесний екватор рухається швидше. І навпаки, поблизу рівнодення екліптика утворює максимальни кут з небесним екватором, проєкція Сонця рухається екватором повільніше, і сонячна доба приблизно на 20 секунд коротша, ніж в середньому. Впливи перигелію та сонцестояння разом подовжують справжню сонячну добу близько 22 грудня на 30 секунд, але вплив сонцестояння частково скасовується впливом афелію близько 19 червня, коли доба лише 13 секунд довший. Вплив рівнодення скорочує її біля 26 березня та 16 вересня на 18 та 21 секунду відповідно.
З цієї щоденної різниці довжини скредньої і справжньої сонячної доби в десятки секунд накопичується різниця між істинним і середнім сонячним часом, яка описується рівнянням часу.

### Зоряна і сидерична доба

Зоряний день коротший за сонячний. У момент 1 Сонце і певна далека зоря знаходяться в зеніті. У момент 2 Земля повернулася на 360 градусів, і далека зоря знову в зеніті, а Сонце — ще ні (1→2 = зоряний день). Лише трохи пізніше, у момент 3, Сонце знову буде в зеніті (1→3 = сонячний день).

Період обертання Землі відносно Міжнародної небесної системи координат, який Міжнародна служба обертання Землі та систем відліку називає зоряним днем, становить 86 164.098 903 691 секунд середнього сонячного часу (UT1) (23h 56m 4.098903691s, 0.99726966323716 середніх сонячних днів). Зоряна доба коротша за середню сонячну добу приблизно на 3 хвилини 56 секунд. Це результат того, що Земля обертається на 1 додатковий оберт відносно небесної системи відліку протягом одного оберту навколо Сонця (тобто 366,24 обертів/рік). Середня сонячна доба в секундах СІ доступна в IERS за періоди 1623–2005 і 1962–2005.
Період обертання Землі відносно прецедентного середнього весняного рівнодення, що називається сидеричним днем, становить 86164.09053083288 середнього сонячного часу (UT1) (23h 56m 4.09053083288s, 0.99726956632908). Таким чином, сидерична доба коротша за зоряну приблизно на 8,4 мс.
Останнім часом (1999—2010) середньорічна тривалість середньої сонячної доби перевищувала 86 400 сек системи SI на 0,25-1 мс, і це перевищення необхідно додати до зоряної і сидеричної діб, наведених вище у середньому сонячному часі, щоб отримати їхні довжини в секундах SI.

### Кутова швидкість

Графік залежності між широтою і швидкістю обертання. Пунктирна лінія ілюструє як приклад Космічний центр Кеннеді. Крапково-штрихова зелена лінія позначає типову крейсерську швидкість авіалайнера.

Кутова швидкість обертання Землі в інерційній системі координат становить (7.2921150 ± 0.0000001) 10−5 рад/с. Множення на (180°/π радіан) × (86 400 секунд/день) дає 360.9856, що вказує на те, що Земля обертається більше ніж на 360 градусів відносно нерухомих зір за один сонячний день. Рух Землі по її майже круговій орбіті під час обертання навколо своєї осі вимагає, щоб Земля повернулася трохи більше одного разу відносно нерухомих зір, перш ніж Сонце зможе знову пройти над головою. Помноживши значення в рад/с на екваторіальний радіус Землі 6378137 м (еліпсоїд WGS84), отримаємо екваторіальну швидкість 465 м/с, або 1674,4 км/год. Деякі джерела стверджують, що екваторіальна швидкість Землі трохи менша і становить 1669,8 км/год, що дорівнює довжині екваторіального кола Землі, поділеному на 24 години. Однак використання сонячної доби є неправильним, — замість неї треба брати зоряний день, а відношення цих правильного і неправильного значень кутової швидкості саме дорівнює кількості зоряних днів в одній середній сонячній добі, 1.002 737 909 350 795.

У той час як Еверест є найвищою горою над рівнем моря (зелений), а Мауна-Кеа — найвищою над рівнем власного підніжжя (помаранчевий), Каямбе знаходиться найдальше від осі Землі (рожевий) а Чімборасо — найдальше від центру Землі (синій). Не в масштабі

Тангенціальну швидкість обертання Землі в точці на Землі можна приблизно визначити, помноживши швидкість на екваторі на косинус широти. Наприклад, Космічний центр Кеннеді розташований на широті 28,59° пн.ш., що дає швидкість: cos(28,59°) × 1674,4 км/год = 1470,2 км/год. Для космодромів часто обирають місця на низьких широтах, щоб космічні апарати могли максимально ефективно використати швидкість обертання Землі.
Вершина вулкана Каямбе — це точка поверхні Землі, найдальша від її осі. Тому вона є місцем на Землі з найбільшою швидкістю обертання.
За останніми дослідженнями вчених з Каліфорнійського університету, результати якого опубліковані в Nature, на кутову швидкість Землі впливає танення льодовиків. Хоча ця зміна непомітна у повсякденному житті, вона створює виклики для систем, що залежать від точного вимірювання часу.

### Нерівномірність обертання

#### Приливна взаємодія
За мільйони років обертання Землі значно сповільнилося через припливне прискорення через гравітаційну взаємодію з Місяцем. Таким чином, момент імпульсу повільно передається Місяцю зі швидкістю, пропорційною {\displaystyle r^{-6}}, де {\displaystyle r} — радіус орбіти Місяця. Цей процес поступово збільшив тривалість дня до поточного значення. На Місяць діяли ще сильніші припливи з боку Землі, які врешті-решт призвело до його синхронного обертання із Землею.
Це поступове уповільнення обертання емпірично задокументовано оцінками тривалості дня, отриманими з досліджень строматолітів та відкладень водоростей під час припливів. Аналіз цих вимірювань виявив, що тривалість дня постійно зростала з приблизно 21 години 600 млн років тому до поточного значення 24 години.

#### Резонансна стабілізація

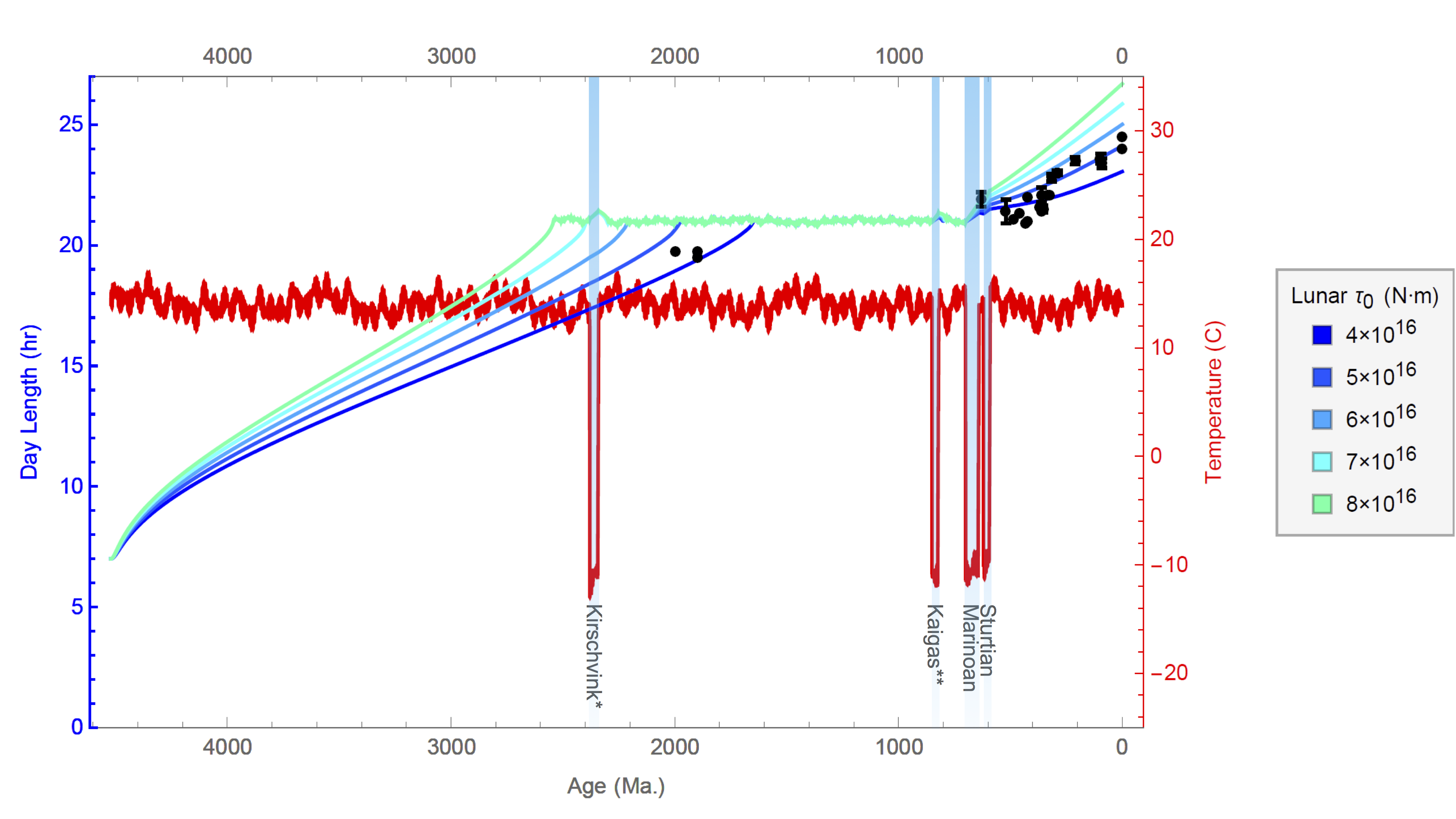
Змодельована історія тривалості земного дня, що зображує подію резонансної стабілізації в докембрійську еру

Нинішня швидкість припливного сповільнення є аномально високою, означаючи, що в минулому швидкість обертання Землі мала зменшуватися повільніше. Емпіричні дані попередньо вказують на різке збільшення швидкості сповільнення обертання близько 600 млн років тому. Деякі моделі припускають, що Земля підтримувала постійну тривалість дня довжиною в 21 годину протягом більшої частини докембрійського періоду. Це могло пояснюватись резонансним атмосферним припливом, викликаним добовими коливаннями світлового потоку від Сонця. Цей ефект міг компенсувати сповільнення від місячних приплив, поки раптова зміна глобальної температури не порушила резонанс. Чисельні моделювання підтверджують цю гіпотезу та припускають, що протерозойське або стуртське зледеніння могли порушити це рівноважне обертання приблизно 600 млн років тому; змодельовані результати досить близько узгоджуються з існуючими даними про давню швидкість обертання.

#### Глобальні події

Відхилення тривалості дня від значення, приянятого в системі SI

Деякі нещодавні великомасштабні події також впливали на швидкість обертання. Землетрус в Індійському океані 2004 року зменшив момент інерції Землі і скоротив добу на 3 мікросекунди. Післяльодовиковий відскок, який триває з останньої льодовикової ери, також змінює розподіл маси Землі, впливаючи на момент інерції та, завдяки збереженню кутового моменту, на період обертання Землі.
На тривалість дня також можуть впливати штучні споруди. Наприклад, вода, накопичена в дамбі Три ущелини, збільшила тривалість земного дня на 0,06 мікросекунд.

## Вісь обертання

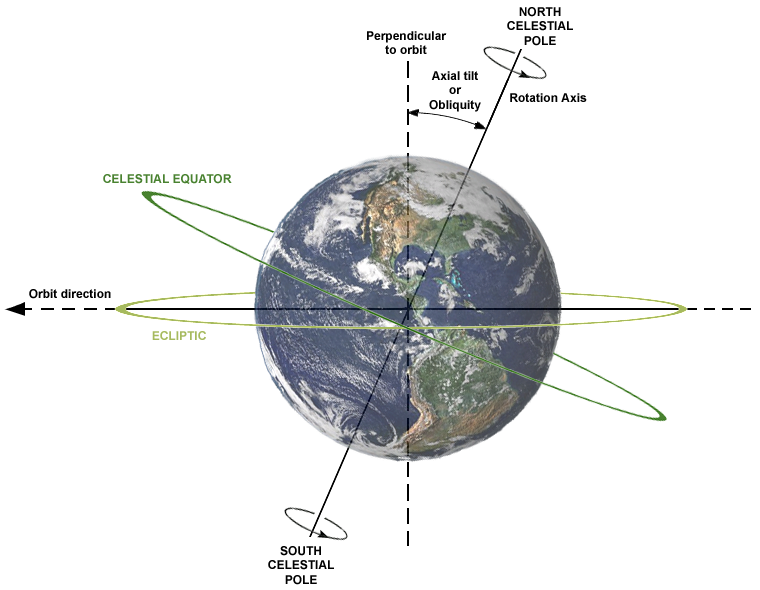
Нахил Земної осі — приблизно 23,5°

Вісь обертання Землі — уявна вісь, яка проходить через два полюси геоїда. Земна вісь має нахил приблизно 66,5° до площини екліптики. Такий нахил зумовлює різну тривалість дня й ночі у південній і північній півкулях планети. Внаслідок цього півкулі отримують різну кількість світла (й тепла). Разом із рухом Землі навколо Сонця таке розташування осі обертання Землі призводить до того, що кількість сонячної енергії, отриманої тією чи іншою півкулею, періодично змінюється впродовж року, що слугує причиною сезонних змін на планеті. Час, коли одна з півкуль найбільше обернена до Сонця, називається літнім сонцестоянням. В іншій півкулі в цей час — зимове сонцестояння.
Земна вісь обертання нестабільна: вона зазнає прецесії та нутації.

### Нестабільність земної осі
Вісь обертання Землі рухається відносно нерухомих зір. Компонентами цього руху є прецесія і нутація. Також вона рухається відносно земної кори, — це називається рухом полюсів:1.
Прецесія — це обертання осі обертання Землі, викликане головним чином зовнішніми крутними моментами від сили тяжіння Сонця, Місяця та інших тіл. Рух полюсів, в основному, зумовлений вільною нутацією ядра та Чандлерівським рухом.
В 2016 році вчені-геофізики висунули гіпотезу, що перерозподіл води також може впливати на обертання Землі, але тоді не було достатньо доказів, щоб це підтвердити. Проте вже в 2024 році, як повідомив ресурс IFLScience, в результаті проведених досліджень вчені з Сеульського національного університету виявили, що за останні два десятиліття інтенсивне використання підземних вод, які слугують джерелом питної води, призвело до нахилу обертання Землі на схід майже на 80 см.

## Вимірювання
Первинний моніторинг обертання Землі здійснюється за допомогою інтерферометрії з дуже довгою базою, узгодженої з системою GPS, лазерною локацією супутників та іншими методами супутникової геодезії. Це забезпечує абсолютний еталон для визначення всесвітнього часу, прецесії та нутації.
Для визначення швидкості обертання Землі в минулі століття використовують дані спостережень сонячних і місячних затемнень давніми астрономами. Зберіглись такі записи від вавилонських та китайських астрономів починаючи з VIII століття до н. е., а також із середньовічного ісламського світу та інших країн. Зміна тривалості дня на мілісекунди на століття зміщує давні затемнення на години і тисячі кілометрів. Ці дані свідчать про те, що в давнину Земля оберталася швидше, ніж зараз.

## Причина обертання Землі

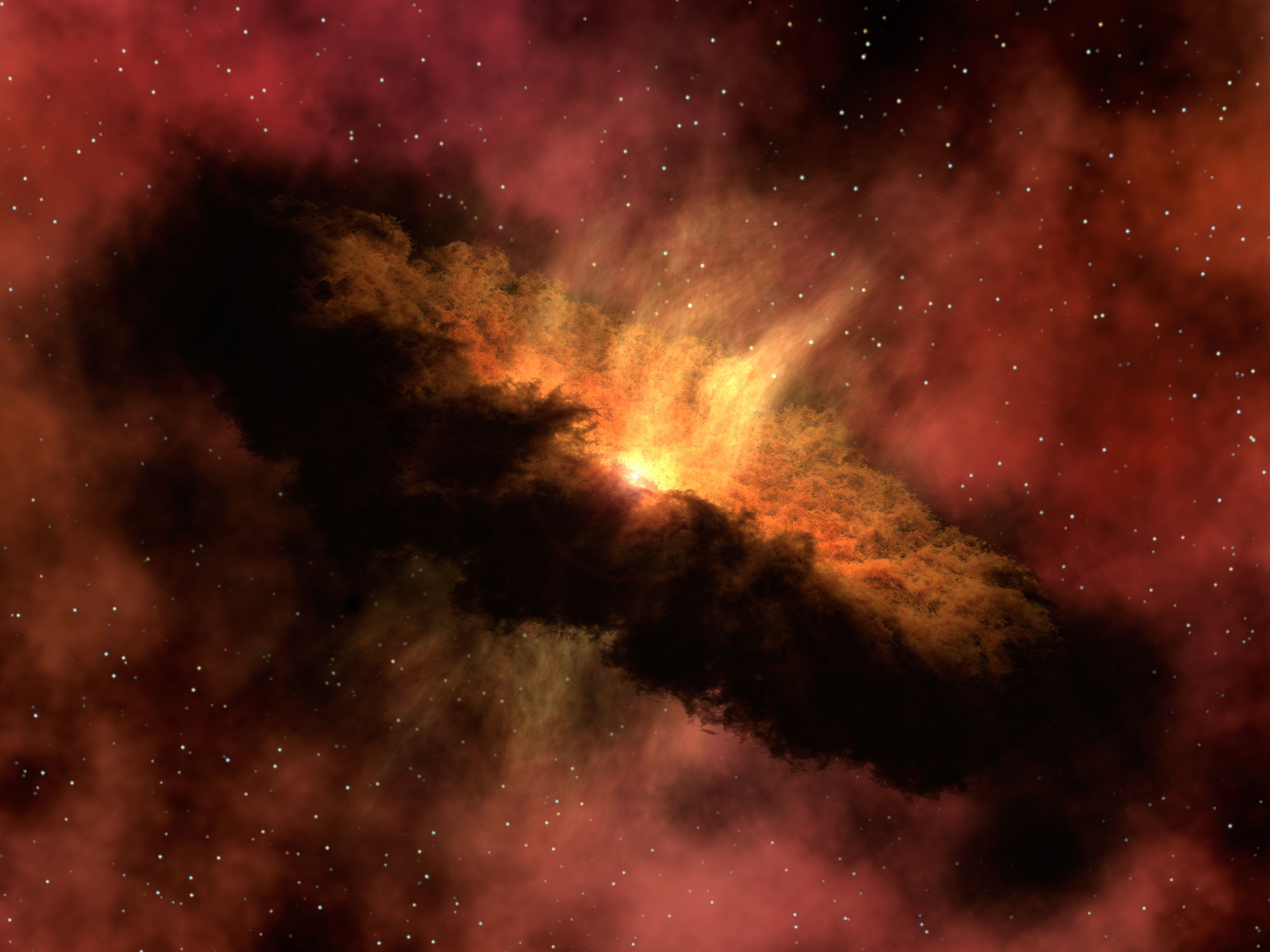
Художнє зображення протопланетного диска

Початкове обертання Землі було залишком первісного моменту імпульсу тієї хмари міжзоряного газу, з якого сформувалась Сонячна система. Коли хмара стискалась спочатку в протопланетний диск, а потім в окремі планети, кутова швидкість обертання збільшувалась.
Однак, якщо правильна модель ударного формування Місяця, ця первісна швидкість обертання була сильно змінена в результаті зіткнення Протоземлі з Тейєю 4.5 мільярди років тому. Незалежно від швидкості та нахилу обертання Землі перед ударом, після удару тривалість доби стала складати п'ять годин. Потім припливні ефекти уповільнили цю швидкість до її сучасного значення.

## Наслідки припинення обертання Землі
Вчені кафедри наук про Землю та навколишнє середовище Колгейтського університету (англ. Colgate University) (США) припускають, якщо Земля зупиниться раптово, наслідки будуть катастрофічними: люди та об’єкти, які рухаються зі швидкістю обертання Землі, раптово викинуться вперед з великою швидкістю, що призведе до масових руйнувань і смертей. Якщо ж Земля зупиниться поступово, це призведе до екстремальних кліматичних змін, з довгими періодами темряви та світла, що серйозно вплине на життя на планеті. Океани зазнають раптового переміщення, а будівлі, які не розраховані на такі навантаження, зруйнуються. Люди, які мешкають біля полюсів - виживуть, але ті, хто живе далі від них, постраждають найбільше.